# Negro Soldier Bill

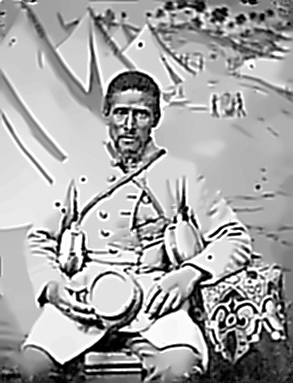
Die Ambrotypie, die in den 1860er Jahren angefertigt wurde, zeigt einen Afroamerikaner in der Uniform des konföderierten Heeres. Bei der Person handelt es sich um den Sklaven eines Hauptmanns, der 1864 in der Schlacht bei Trevilian Station gefallen war und der den Leichnam des Offiziers in dessen Heimat überführte.

Am 10. Februar 1865 verabschiedete der Kongress der Konföderierten Staaten von Amerika mit drei Stimmen Mehrheit ein Gesetz, das deren Präsidenten Jefferson Davis ermächtigte, bis zu 200.000 Sklaven als Soldaten einzuberufen. Der Senat lehnte das Gesetz zunächst ab. Mit einer am 14. Februar abgeänderten Gesetzesfassung, dem sogenannten Amendment To the Negro Soldier Bill, stimmten schließlich die Senatoren aus Virginia dem Gesetz zu, weil in ihrem zur Konföderation gehörenden Bundesstaat wahrscheinlich ein ähnliches Gesetz verabschiedet worden war.

## Gesetz und Befugnis
Am 13. März 1865 unterzeichnete Jefferson Davis in Richmond, Virginia, das Gesetz, das der mit der Durchführung beauftragte Adjutant and Inspector General Samuel Cooper am 23. März mit der General Order No. 14 für das Heer umsetzte. Durch das  Gesetz  hatte der Präsident die Befugnis, Sklaven für den Wehrdienst heranzuziehen. Ab 1865 durfte der Präsident, wenn die von den Bundesstaaten geforderte Quote von 300.000 Soldaten nicht erfüllt wurde, zum Erreichen dieses Umfangs von jedem Bundesstaat bis zu 25 Prozent der dort lebenden wehrtauglichen Sklaven anfordern, um sie neben anderer Verwendungen im Bundesheer auch als reguläre Kombattanten einzusetzen.
Die Rekrutierung von schwarzen Soldaten war bei den Senatoren der Südstaaten stark umstritten und fand keine breite Zustimmung. Nur durch das geänderte Abstimmungsverhalten der Senatoren aus Virginia, das den Protest anderer Abgeordneten auslöste, konnte das Bundesgesetz verabschiedet und mit der Unterschrift des Präsidenten in Kraft gesetzt werden.

## Gesetzeshistorie

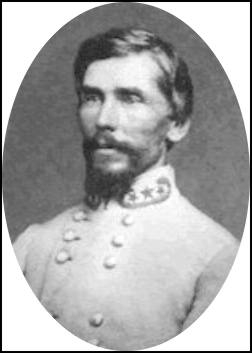
Generalmajor Patrick Ronayne Cleburne setzte sich eindringlich für die Rekrutierung von schwarzen Soldaten in das konföderierte Bundesheer ein

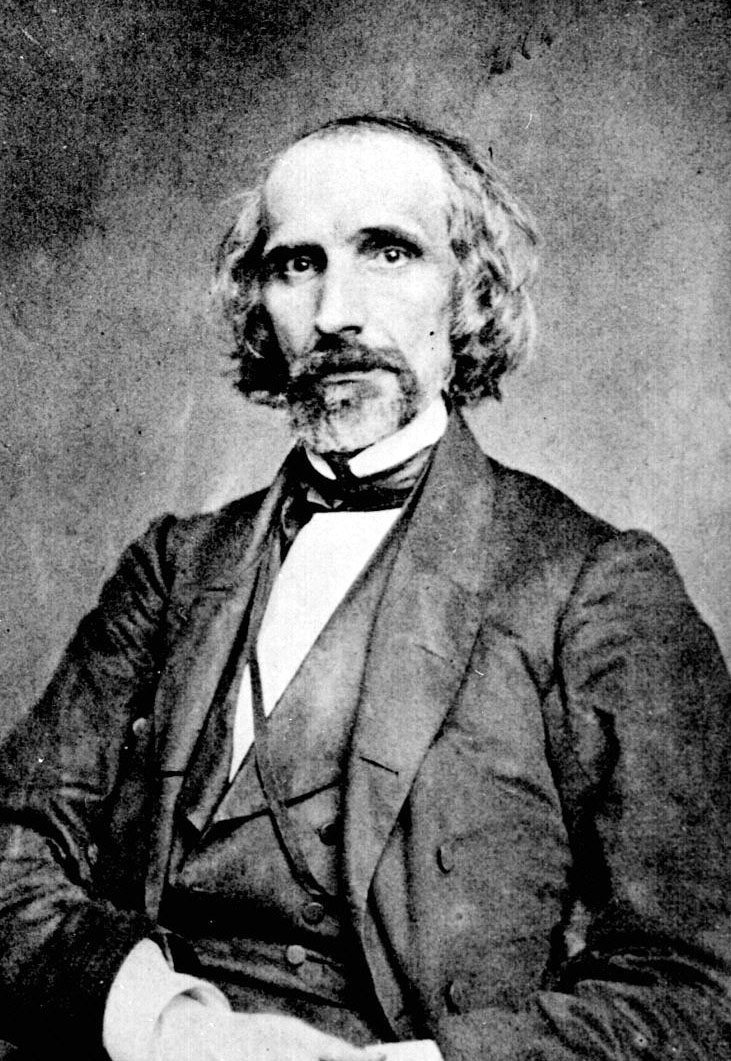
Kriegsminister James Alexander Seddon stand einer Rekrutierung schwarzer Soldaten generell ablehnend gegenüber

Die militärische und die wirtschaftliche Lage der Konföderation waren zu Beginn des Jahres 1865 bereits derart desolat, dass sich der Kongress erst jetzt zur Einberufung von Sklaven durchringen konnte. Bis zur Ratifizierung des entsprechenden Gesetzes gab es schon in den Vorjahren ernsthafte Bestrebungen, den Einsatz von schwarzen Soldaten zu legalisieren.
Interventionen des Militärs
Hochrangige Militärs der Südstaaten hatten bereits 1863/1864 den Ernst der Lage bezüglich fehlender Soldaten erkannt und in dieser Angelegenheit interveniert. Im Kriegsministerium lag schon im November 1863 ein Antrag des konföderierten Generals Dabney Herndon Maury aus Mobile (Alabama) vor, der um die Erlaubnis zur Rekrutierung von dunkelhäutigen Kreolen in das Heer bat. Der Kriegsminister James Alexander Seddon machte staatsrechtliche Bedenken bezüglich möglicher nationaler und internationaler Vorbehalte gegenüber den dunkelhäutigen Kreolen geltend und empfahl, diese lediglich als nicht kämpfende Hilfskräfte in das Heer einzustellen.
Der angesehene Generalmajor Patrick Ronayne Cleburne hatte im Januar 1864 ein Memorandum, das von 12 oder 13 weiteren Offizieren seiner Einheit getragen war, verfasst und an den General Joseph E. Johnston adressiert. Der Appell enthielt die nachdrückliche Empfehlung, afroamerikanische Sklaven zu emanzipieren und in das Heer aufzunehmen. Die dem Präsidenten und  James A.Seddon zugestellte Petition wurde im Vorfeld abgelehnt und nicht zur Debatte im Kongress vorgelegt. Cleburne und den anderen Befürwortern wurde es von höchster Stelle untersagt, die Angelegenheit weiterzuverfolgen.
Im November 1864 wurde im Kriegsministerium der Antrag eines Offiziers aus Georgia beantwortet. Der Major E. B. Briggs bat um die Erlaubnis, ein Regiment aus schwarzen Soldaten aufstellen zu dürfen. Die Absage wurde mit dem zu erwartenden, höchstwahrscheinlich negativ ausfallenden Bescheid des Kongresses der Konföderierten Staaten begründet. Der Kriegsminister wies zudem darauf hin, dass er nicht bereit sei, ein solches Ansinnen zu unterstützen.
Im Januar 1865 empfahl General Robert Edward Lee in einem Schreiben an den Senator Andrew Hunter aus Virginia dringend die Rekrutierung von schwarzen Soldaten. Der konföderierte Kongress ging zunächst nicht auf den Vorschlag ein. Erst nachdem der General im Februar in einem weiteren Brief die existentielle Notwendigkeit der unaufschiebbaren Maßnahme hervorhob, konnte das Gesetz mit Unterstützung der Senatoren aus Virginia und der Zustimmung des Präsidenten durchgebracht werden.

## Auswirkung des Bundesgesetzes
Im weiteren Verlauf des Sezessionskriegs verschlimmerte sich die Lage des konföderierten Heeres derart, dass auf die Idee der Sklavenrekrutierung zurückgegriffen wurde. Nachdem das Gesetz im März 1865 in Kraft getreten war, wurde über die Zeitungen in den Süd- und Nordstaaten die generelle Einberufung von Afroamerikanern publik gemacht.  Die Rekrutierungen der dabei noch Unfreien waren an die Voraussetzung gebunden, dass sich das Verhältnis der Sklaven zu ihren Besitzern nicht veränderte, es sei denn, die Besitzer wären mit einer Freilassung einverstanden.
Noch im März und Anfang April 1865 wurden in allen Südstaaten Rekrutierungsoffiziere bestellt, die vom Kriegsministerium mit der Aushebung von Negro Troops beauftragt waren. Aus militärischer Sicht erfolgten die Anstrengungen viel zu spät und blieben daher bedeutungslos. Das Bundesgesetz hatte somit keine Auswirkungen mehr auf den Kriegsverlauf.
Im Bundesstaat Virginia wurden kurz vor oder nach dem Inkrafttreten des Bundesgesetzes die einzigen beiden Kompanien, die sich aus Sklaven zusammensetzten, in Richmond aufgestellt. Die eine wurde im Feldlazarett zur Ergänzung des medizinischen Personals eingesetzt, und die andere war in keine Kampfhandlung mehr verwickelt. Neben dem Mangel an Uniformen und Waffen fehlte es an Ausbildung und vor allem an Motivation der konföderierten Offiziere, die den schwarzen Soldaten misstrauisch bis ablehnend gegenüberstanden.
Die Regierung von Virginia hatte bereits im Februar 1862 in eigener Zuständigkeit Überlegungen angestellt, die freien und tauglichen Schwarzen aus ihrem Bundesstaat in das Heer einzustellen.
Diese Idee, die auch von einigen anderen Südstaaten ernsthaft in Erwägung gezogen wurde, fand politisch auf Bundesebene und in der Militärführung keine Zustimmung. Nur Virginia setzte vermutlich im Alleingang ein eigenes Gesetz formell in Kraft, das aber erst im Frühjahr 1865 mit der Aushebung der zwei vorgenannten Kompanien angewendet wurde.